# 第102飛行隊 (陸上自衛隊)
第102飛行隊（だいいちまるにひこうたい、だいひゃくにひこうたい、 JGSDF 102nd Aviation Unit）は、陸上自衛隊木更津駐屯地（千葉県木更津市）に駐屯する第1ヘリコプター団隷下の航空科（ヘリコプター）部隊である。

## 概要

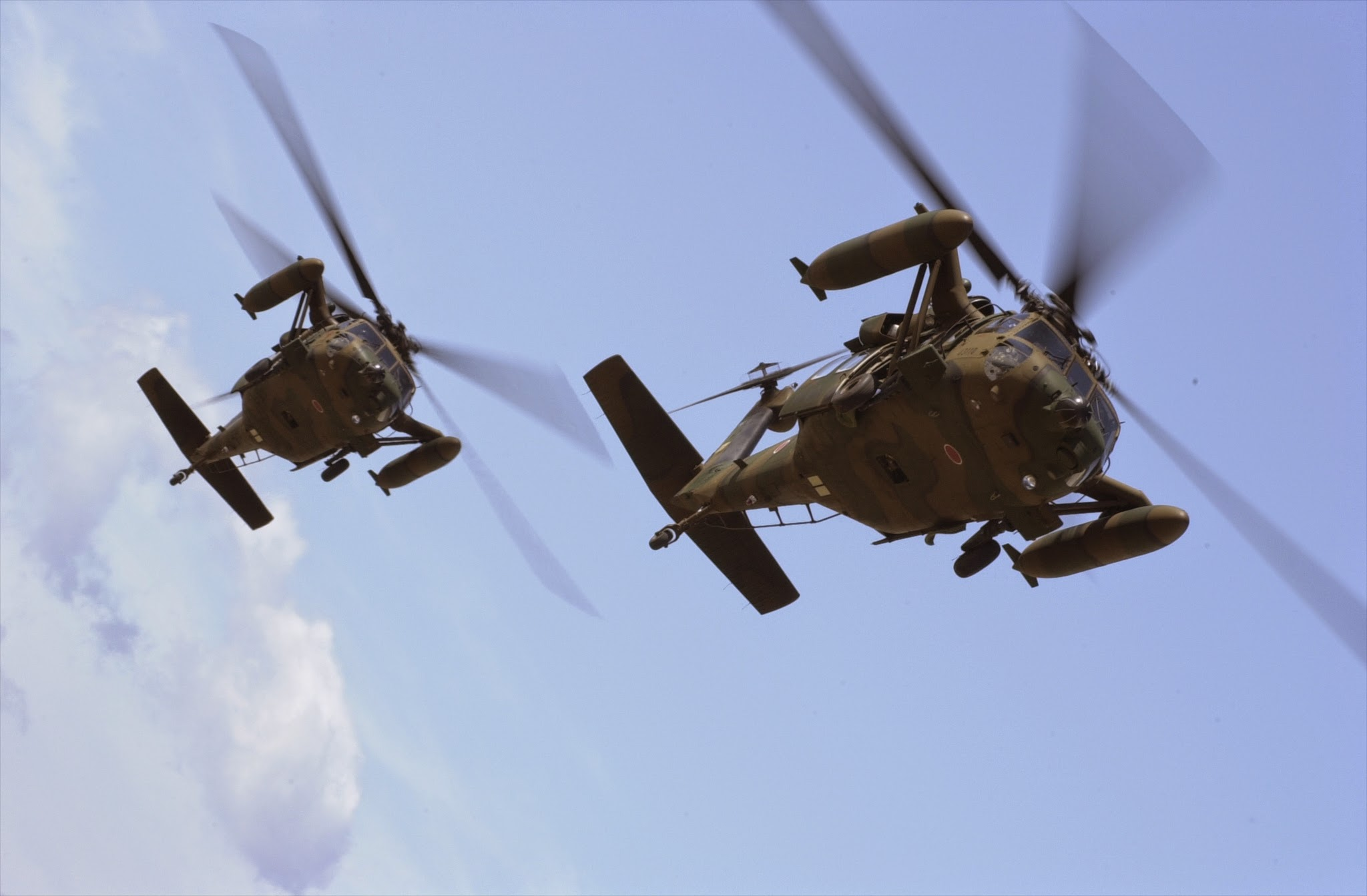
UH-60JA

本部隊の新編は陸上自衛隊の新たな作戦行動に基づくものであり、地上部隊と密接に連携して、ヘリボーン・偵察等の戦闘支援を行う部隊とされる。特に特殊作戦群が空中機動作戦を展開する場合、本部隊のUH-60JAを使用するとされている。アメリカ陸軍のナイトストーカーズをモデルに設立されたとされ、日本版ナイトストーカーズともいわれる。

## 沿革

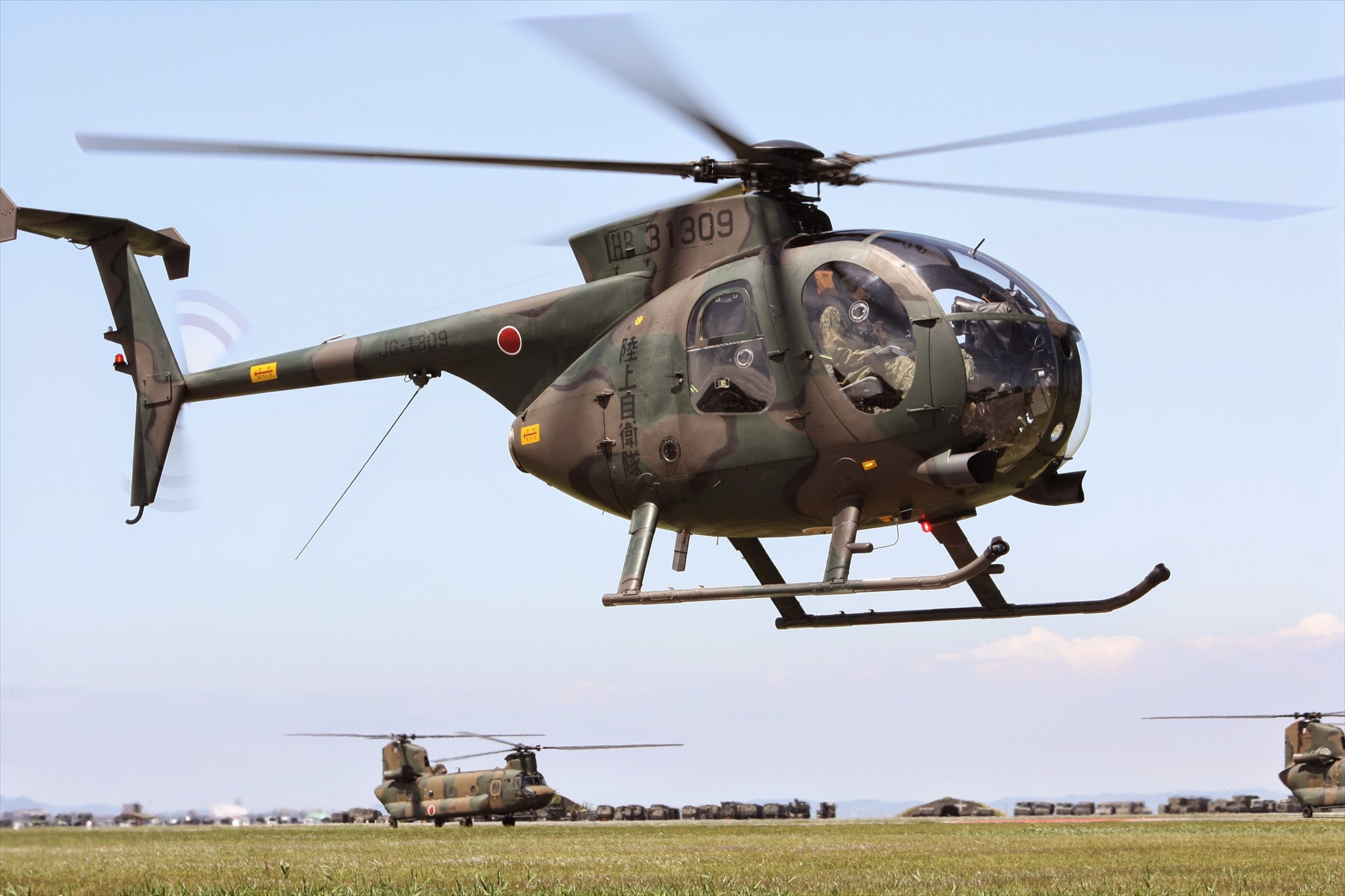
退役したOH-6D

- 2008年（平成20年）3月26日：第102飛行隊を木更津駐屯地に新編[1]。
- 2020年（令和02年）：陸上自衛隊においてOH-6D退役に伴い、同機の運用を終了。

## 主要装備
- UH-60JA：少なくとも5機[5]
- 89式5.56mm小銃
- 12.7mm重機関銃M2
- 5.56mm機関銃MINIMI
- 9mm拳銃
- M134ミニガン[注釈 1][注釈 2]

## 登場作品
『魔法少女特殊戦あすか』
Mission11以降登場。武装強化型のV-22を運用しており、特殊作戦群M班の輸送と航空支援に利用される。劇中では第1ヘリコプター団と言及されるが、第3巻巻末の解説にて団直轄の本飛行隊であることが述べられている。